# Hermann Giefer
Hermann Giefer (* 1. März 1947 in Kloster Arenberg, Koblenz) ist ein deutscher Schauspieler.

## Leben
Zur Schauspielerei fand Giefer erst spät, nachdem er vorher in anderen Berufssparten gearbeitet hatte.
Nach ersten Nebenrollen in Sexfilmen zu Beginn der 1980er-Jahre wirkte Giefer in mehreren bayerischen Fernsehserien mit, darunter Die schnelle Gerdi, Der Bergdoktor, Zum Stanglwirt und Der Bulle von Tölz. Vom Beginn der Serie 1988 bis 2008 verkörperte er die Rolle des Waldarbeiters Hermann Koller in der Familienserie Forsthaus Falkenau. Von 2005 bis 2006 stand er an der Seite von Yvonne Catterfeld in der ARD-Vorabendserie Sophie – Braut wider Willen auf der Besetzungsliste. Seit Oktober 2008 (Folge 201) ist er in der Daily Soap Dahoam is Dahoam als Martin Kirchleitner zu sehen. Im Zeitraum 2008/2009 war er als Franz von der Bergwacht in der Familienserie Der Bergdoktor auf dem Bildschirm unterwegs.
Neben Film und Fernsehen war und ist Hermann Giefer auch auf der Bühne präsent. Er war zeitweise Mitglied des Ensembles von Peter Steiners Theaterstadl sowie des Komödienstadels und wirkte an der Musical-Inszenierung Ludwig II. – Sehnsucht nach dem Paradies mit. 1994 gründete er in Mittenwald ein eigenes Freilichttheater. Als Old Shatterhand der Karl-May-Spiele Bad Segeberg (1989, 1990 und 1991 an der Seite von „Winnetou“ Pierre Brice sowie ein weiteres Mal 1999) hatte er zuvor erfolgreich auf einer Freilichtbühne gearbeitet und vor tausenden Zuschauern gespielt.

## Kundschelamant
Die Kundschelamant GbR war ein historisches Freilicht-Theater und wurde am 6. April 2000 in Mittenwald gegründet. Die GbR befasste sich mit der Planung und Durchführung von Freilicht-, Theater- und Musik-Veranstaltungen. Zum Theater-Ensemble gehörten rund zehn Laiendarsteller unter der Spielleitung von Hermann Giefer. Das Programm umfasste unter anderem Theaterstücke von Hans Sachs sowie anderen Autoren, Balladen, zeitgenössische musikalische Darbietungen und Tänze sowie ein mittelalterliches Spectaculum mit Gauklern, Feuerspuckern und Zigeunern. Ende 2008 zog sich Giefer aus Zeitgründen aus dem Projekt zurück.

## Fernsehen (Auswahl)
- 1979: Zum Gasthof der spritzigen Mädchen
- 1979–1988: Polizeiinspektion 1 (Fernsehserie, 4 Folgen)
- 1980: Der Kurpfuscher und seine fixen Töchter
- 1984: Tatort – Heißer Schnee
- 1986: Verkehrsgericht, Folge 12, Kettenreaktion
- 1986–1988: Der Alte (Fernsehserie, 3 Folgen)
- 1988: Bauerntheater: Stich ins Wespennest
- 1988: Derrick (Fernsehserie, Folge 15x03, Eine Reihe von schönen Tagen)
- 1989–1993: Chiemgauer Volkstheater
  - 1989: Der Brandner Kaspar und das ewig’ Leben
  - 1992: St. Pauli in St. Peter
  - 1992: Die Schwindelnichte
  - 1993: Glück auf der Alm
  - 1993: Die Wallfahrt
- 1989–1991: Peter Steiners Theaterstadl
  - 1989: Der Vatertag
  - 1990: Nur keine Männer
  - 1990: Dreimal Hochzeit
  - 1991: Der liebestolle Bauer
  - 1991: Die drei Dorfheiligen
- 1991: Bauerntheater: Die Drei Eisbären
- 1992: Die Männer vom K3 (Fernsehserie, Folge 2x05)
- 1993–1995: Zum Stanglwirt (Fernsehserie, 20 Folgen)
- 1995–1996: Jede Menge Leben (Soap, 172 Folgen)
- 1995–1998: Kurklinik Rosenau (Fernsehserie, 7 Folgen)
- 1988–2008: Forsthaus Falkenau (Fernsehserie, 186 Folgen)
- 1992–1997: Der Bergdoktor (Fernsehserie, 28 Folgen)
- 1999: Der Bulle von Tölz: Tod aus dem All
- 2000: Medicopter 117 – Jedes Leben zählt (Fernsehserie, Folge 3x07)
- 2000: Der Komödienstadel: Die Bißgurrn
- 2000, 2004: SOKO 5113 (Fernsehserie, Folgen 18x01, 26x03)
- 2001: Das Schneeparadies
- 2004: Der Komödienstadel: Skandal im Doktorhaus
- 2005: SOKO Kitzbühel (Fernsehserie, Folge 4x09)
- 2005–2006: Sophie – Braut wider Willen (Fernsehserie, 49 Folgen)
- 2006: Unser Charly (Fernsehserie, Folge 11x05)
- 2007: Die Rosenheim-Cops (Fernsehserie, Folge 7x01)
- seit 2008: Dahoam is Dahoam (Fernsehserie)
- 2008: Tatort – Liebeswirren
- 2008–2009: Der Bergdoktor (Fernsehserie, 12 Folgen)
- 2019: Der Komödienstadel: Ein Bayer in der Unterwelt

## Theater (Auswahl)
- 1978–1981: Engagement bei Tourneebühnen
- 1981–1984: Kleines Theater in Garmisch-Partenkirchen
- 1984: Volkstheater am Stiglmaierplatz
- 1985: Theater im Karlshof in München
- 1986–1989: Kleine Komödie am Max II in München
- 1989–1991, 1999: Karl-May-Spiele Bad Segeberg
- 1994: Gründung eines eigenen Freilufttheater in Mittenwald
- 2000: Die Bernauerin von Carl Orff in Kloster Andechs und auf der EXPO 2000 in Hannover
- seit 2000: Musical „Ludwig II. Sehnsucht nach dem Paradies“
- seit 2001: Wiederaufnahme von „Die Bernauerin“ im Kloster Andechs